# Mesothoris grandis
Mesothoris grandis is een keversoort uit de familie Cupedidae. De wetenschappelijke naam van de soort is voor het eerst geldig gepubliceerd in 1924 door Dunstan.